# ایالت آناتولی
ایالت آناتولی (ترکی عثمانی: ایالت آناطولی‎، ت. «Eyālet-i Anaṭolı») که در سال ۱۳۹۳ میلادی تأسیس شد، یکی از دو ایالت اصلی در سال‌های اولیه امپراتوری عثمانی بود و روملیا نیز استان دیگر آن بود. پایتخت آن ابتدا آنکارا در مرکز آناتولی بود، اما پس از آن به کوتاهیه در غرب آناتولی منتقل شد. مساحت گزارش شده آن در قرن نوزدهم ۶۵٬۸۰۴ مایل مربع (۱۷۰٬۴۳۰ کیلومتر مربع) بوده است.
تشکیل ایالت آناتولی به سال ۱۳۹۳ میلادی نسبت داده می‌شود که سلطان بایزید یکم (حکمرانی بین ۱۳۸۹–۱۴۰۲) در دوران غیبت خود در اروپا به دلیل مبارزه با میرچا یکم والاشیا، کارا تیمورتاش را به عنوان بیگلربیگ (فرماندار ارشد) و نایب‌الملک در آناتولی منصوب کرد.
ایالت آناتولی در ابتدا با عنوان استان و ولایت شناخته می‌شد و تنها پس از سال ۱۵۹۱ میلادی بود که اصطلاح ایالت برای آن به کار رفت و دومین استانی بود که پس از ایالت روملیا تشکیل شد و به همین ترتیب در سلسله مراتب استان‌های امپراتوری جای گرفت. پایتخت اولیهٔ این استان آنکارا بود، اما در اواخر قرن پانزدهم، پایتخت به کوتاهیه منتقل شد.
به عنوان بخشی از اصلاحات تنظیمات در سال ۱۸۴۱، ایالت آناتولی منحل و به استان‌های کوچک‌تری تقسیم شد؛ اگرچه محققان مختلف تاریخ‌های متفاوتی را از اوایل ۱۸۳۲ تا اواخر ۱۸۶۴ برای انحلال ذکر می‌کنند.